# 金川町
金川町（かながわちょう）は、岡山県御津郡にあった町。現在の岡山市北区の北東部、旭川の右岸、津山線金川駅の周辺から北方一帯、御津地域の中心部にあたる。本項では発足時の名称である金川村（かながわそん）についても述べる。

## 地理
- 河川 ： 旭川、宇甘川
- 山岳 ： 妙見山、城山

## 歴史
- 1889年（明治22年）6月1日 - 町村制の施行により、津高郡金川村・草生村・鹿瀬村の区域をもって金川村が発足。
- 1900年（明治33年）4月1日 - 所属郡が御津郡に変更。
- 1915年（大正4年）11月1日 - 金川村が町制施行して金川町となる。
- 1953年（昭和28年）4月1日 - 牧山村・宇垣村・宇甘東村・宇甘西村・赤磐郡五城村・葛城村と合併して御津町が発足。同日金川町廃止。

## 交通

### 鉄道路線
- 日本国有鉄道
  - 津山線
    - 金川駅